# Våldtäkt under folkmord
Våldtäkt under folkmord (engelska: genocidal rape) är en form av sexuellt våld i krig, genom vilken en grupp har utfört massvåldtäkt och gruppvåldtäkt mot fienden som en strategi och del av ett folkmord.
Exempel på våldtäkter som har definierats under denna term som del av ett folkmord är våldtäkterna som ägde rum under armeniska folkmordet, assyrisk-syrianska folkmordet, Nanjingmassakern, Bangladeshs befrielsekrig, Bosnienkriget och folkmordet i Rwanda. Även om våldtäkt i krig har förekommit i den mänskliga historien har det historiskt sett betraktats som en biprodukt av en konflikt och inte som en avsiktlig del av en militär taktik, fram till modern tid. Alla våldtäkter i krig är heller inte att beteckna som en strategisk del av ett folkmord. Våldtäkt som del av ett folkmord har också ägt rum i fredstid.